# Arcola (Missisipi)
Arcola – miasto w Stanach Zjednoczonych, w stanie Missisipi, w hrabstwie Washington.